# Wolfsburg-Unkeroda
Wolfsburg-Unkeroda is een plaats en voormalige gemeente in de Duitse deelstaat Thüringen, en maakt deel uit van de Wartburgkreis.
Wolfsburg-Unkeroda telt  inwoners.
Op 6 juli 2018 werd Wolfsburg-Unkeroda opgenomen in de gemeente Gerstungen.